# Raide

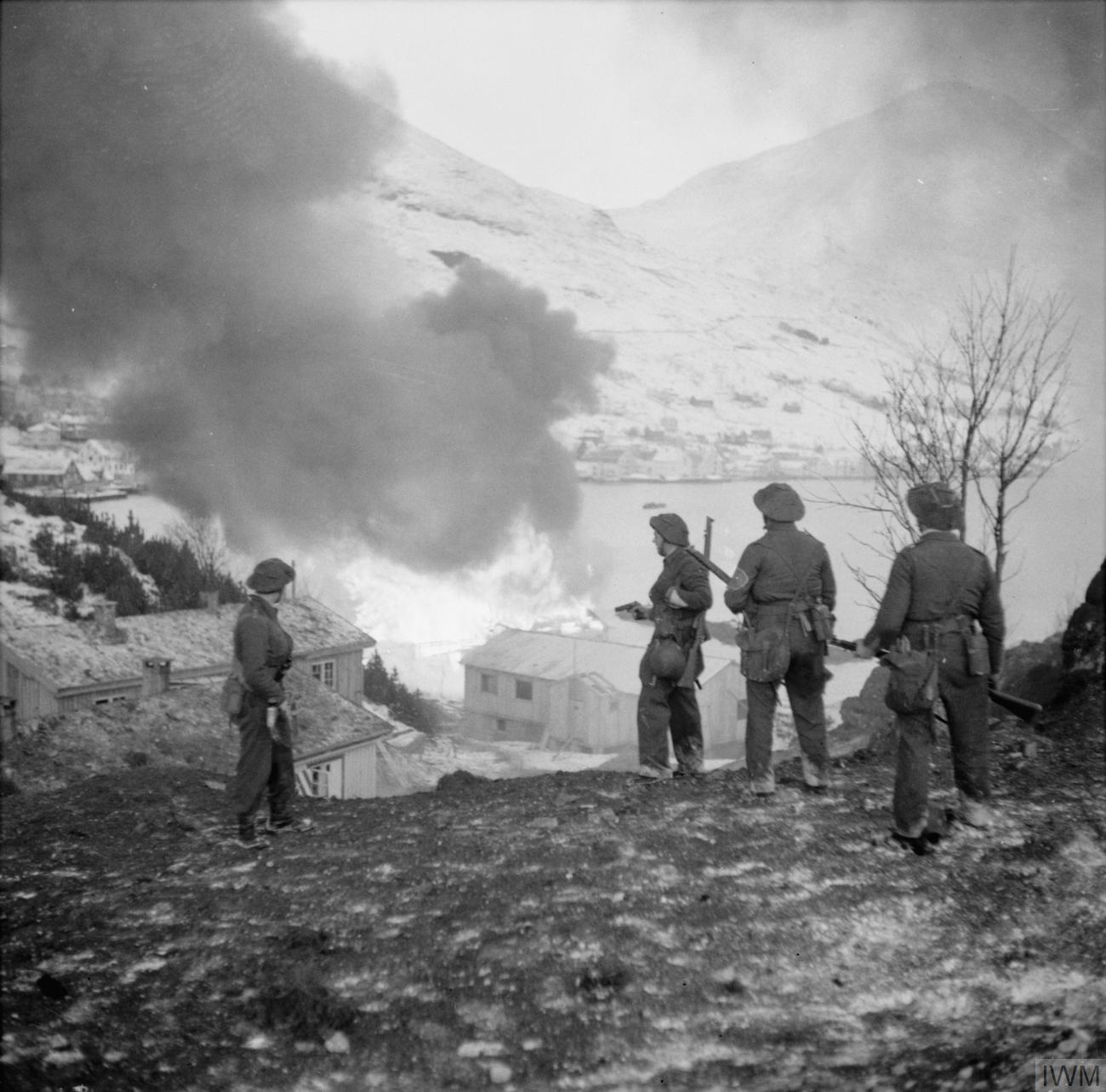
Commandos britânicos observam um depósito de munição queimar durante a Operação Archery, Vågsøy, 27 de dezembro de 1941.

Um raide é uma tática ou uma operação militar em território inimigo que tem um objetivo muito específico, o qual normalmente não passa pela conquista ou pela manutenção  de terreno, mas pela conclusão da missão seguida da retirada rápida para uma posição já defendida antes que as forças inimigas tenham tempo de responder de uma forma coordenada ou de organizar um contra-ataque. Uma unidade de raide pode ser constituída por pessoal especialmente treinado nesta tática (como comandos ou guerrilheiros), soldados regulares ou qualquer outro tipo de combatentes.[carece de fontes?]
Em certos contextos, raide é sinónimo de incursão ou assalto de surpresa.
Alguns dos objetivos de um raide podem ser:[carece de fontes?]
- Desmoralizar, confundir ou cansar um inimigo;
- Saquear ou capturar material inimigo;
- Obter propriedades;
- Destruir bens, instalações ou outras coisas com valor económico;
- Matar, capturar ou resgatar pessoas específicas;
- Obter informações sobre o inimigo ou terreno através de espionagem.

## Terrestre

### Sociedades tribais
Entre muitas sociedades tribais, o raide era a mais comum e letal forma de operação militar. Acontecendo a noite, o objetivo era pegar o inimigo dormindo para evitar casualidades para o grupo incursor. Isso poderia ser realizado por indivíduos ou pequenos grupos, que pretendiam matar um inimigo específico, ou membros de uma família específica. O raide também pode ser conduzido em grande escala, por grupos de ataque vindos de clãs ou tribos inteiras. 